# Professional Development League
Professional Development League je anglický systém juniorského fotbalu, organizován a kontrolován Premier League nebo Football League. Systém byl představen anglickou fotbalovou asociací v roce 2012. První ročník se odehrál v sezóně 2012/13.

## Úrovně

### U21
| Liga                              | Sponzorské jméno            | Řízeno         | Kluby                    | Počet klubů |
| --------------------------------- | --------------------------- | -------------- | ------------------------ | ----------- |
| Professional Development League 1 | Barclays U21 Premier League | Premier League | Pro rezervy 1. kategorie | 24          |
| Professional Development League 2 | –                           | Premier League | Pro rezervy 2. kategorie | 19          |

### U18
| Liga                              | Sponzorské jméno               | Řízeno          | Kluby                             | Počet klubů |
| --------------------------------- | ------------------------------ | --------------- | --------------------------------- | ----------- |
| Professional Development League 1 | Barclays U18 Premier League    | Premier League  | Pro akademie 1. kategorie         | 24          |
| Professional Development League 2 | –                              | Premier League  | Pro akademie 2. kategorie         | 19          |
| Professional Development League 3 | Football League Youth Alliance | Football League | Pro akademie 3. nebo 4. kategorie | 51          |

## Úroveň U21

### 1. liga
V sezóně 2012/13 a 2013/14 se vítězem stala rezerva, která vyhrála finále ve vyřazovací fázi. Od sezóny 2014/15 je šampionem rezerva, která se umístí na prvním místě v 1. divizi. Vítěz první divize se kvalifikuje do Juniorské ligy UEFA.

Z první divize sestupují poslední dva týmy do druhé divize. Vítěz druhé divize postupuje do první a druhý až čtvrtý tým spolu hrají play-off o postup.
| Sezóna  | Vítěz             |
| ------- | ----------------- |
| 2012/13 | Manchester United |
| 2013/14 | Chelsea           |
| 2014/15 | Manchester United |
| 2015/16 | Manchester United |

#### Rezervy v sezóně 2015/16
| - Chelsea - Everton - Leicester City - Liverpool - Manchester City - Manchester United - Middlesbrough - Norwich City - Reading - Southampton - Sunderland - Tottenham Hotspur | - Arsenal - Aston Villa - Blackburn Rovers - Brighton & Hove Albion - Derby County - Fulham - Newcastle United - Stoke City - Swansea City - West Bromwich Albion - West Ham United - Wolverhampton Wanderers |

### 2. liga
Vítězem se stane tým, který zvítězí ve vyřazovací fázi soutěže.
| Sezóna  | Vítěz             |
| ------- | ----------------- |
| 2012/13 | Charlton Athletic |
| 2013/14 | Crewe Alexandra   |
| 2014/15 | Swansea City      |
| 2015/16 | Huddersfield Town |

#### Rezervy v sezóně 2015/16
| - Barnsley - Birmingham City - Bolton Wanderers - Coventry City - Crewe Alexandra - Huddersfield Town - Hull City - Leeds United - Nottingham Forest - Sheffield United - Sheffield Wednesday | - Brentford - Bristol City - Cardiff City - Charlton Athletic - Colchester United - Crystal Palace - Ipswich Town - Millwall - Queens Park Rangers - Watford |

## Úroveň U18

### 1. liga
| Sezóna  | Vítěz           |
| ------- | --------------- |
| 2012/13 | Fulham          |
| 2013/14 | Everton         |
| 2014/15 | Middlesbrough   |
| 2015/16 | Manchester City |

#### Akademie v sezóně 2015/16
| - Blackburn Rovers - Derby County - Everton - Liverpool - Manchester City - Manchester United - Middlesbrough - Newcastle United - Sunderland - Stoke City - West Bromwich Albion - Wolverhampton Wanderers | - Arsenal - Aston Villa - Brighton & Hove Albion - Chelsea - Fulham - Leicester City - Norwich City - Reading - Southampton - Swansea City - Tottenham Hotspur - West Ham United |

### 2. liga
Vítězem se stane tým, který zvítězí ve vyřazovací fázi soutěže.
| Sezóna  | Vítěz               |
| ------- | ------------------- |
| 2012/13 | Queens Park Rangers |
| 2013/14 | Huddersfield Town   |
| 2014/15 | Charlton Athletic   |
| 2015/16 | Charlton Athletic   |

#### Akademie v sezóně 2015/16
| - Barnsley - Birmingham City - Bolton Wanderers - Coventry City - Crewe Alexandra - Huddersfield Town - Hull City - Leeds United - Nottingham Forest - Sheffield United - Sheffield Wednesday | - Brentford - Bristol City - Cardiff City - Charlton Athletic - Colchester United - Crystal Palace - Ipswich Town - Millwall - Queens Park Rangers - Watford |

### 3. liga
| Sezóna  | 1. divize – sever | 1. divize – jih        |
| ------- | ----------------- | ---------------------- |
| 1998/99 | Sheffield United  | -                      |
| 1999/00 | Bury              | Brighton & Hove Albion |
| 2000/01 | Doncaster Rovers  | Leyton Orient          |
| 2001/02 | Tranmere Rovers   | Brentford              |
| 2002/03 | Tranmere Rovers   | Brentford              |
| 2003/04 | Oldham Athletic   | Cambridge United       |
| 2004/05 | Oldham Athletic   | Cambridge United       |

| Sezóna  | North-West Conference | North-East Conference | South-West Conference | South-East Conference  |
| ------- | --------------------- | --------------------- | --------------------- | ---------------------- |
| 2005/06 | Oldham Athletic       | Chesterfield          | Yeovil Town           | Brighton & Hove Albion |
| 2006/07 | Oldham Athletic       | Hull City             | Oxford United         | Queens Park Rangers    |
| 2007/08 | Walsall               | Hull City             | Plymouth Argyle       | Queens Park Rangers    |
| 2008/09 | Wrexham               | Chesterfield          | Swindon Town          | Southend United        |
| 2009/10 | Preston North End     | Hull City             | Swindon Town          | Millwall               |
| 2010/11 | Rochdale              | Chesterfield          | Swindon Town          | Queens Park Rangers    |
| 2011/12 | Preston North End     | Hull City             | Plymouth Argyle       | Queens Park Rangers    |
| 2012/13 | Wrexham               | Hull City             | Bristol Rovers        | Portsmouth             |
| 2013/14 | Blackpool             | Bradford City         | Exeter City           | Colchester United      |
| 2014/15 | Bury                  | Bradford City         | Bournemouth           | Barnet                 |

#### Akademie v sezóně 2015/16
| - Accrington Stanley - Blackpool - Burnley - Bury - Carlisle United - Fleetwood Town - Morecambe - Port Vale - Preston North End - Rochdale - Shrewsbury Town - Tranmere Rovers - Walsall - Wigan Athletic - Wrexham | - Bradford City - Burton Albion - Chesterfield - Doncaster Rovers - Grimsby Town - Hartlepool United - Lincoln City - Mansfield Town - Notts County - Oldham Athletic - Rotherham United - Scunthorpe United - York City | - Bournemouth - Bristol Rovers - Cheltenham Town - Exeter City - Newport County - Oxford United - Plymouth Argyle - Portmouth - Swindon Town - Yeovil Town | - Barnet - Cambridge United - Dagenham & Redbridge - Gillingham - Leyton Orient - Luton Town - MK Dons - Northampton Town - Peterborough United - Southend United - Stevenage - Watford - AFC Wimbledon |  |